# Entremiches
En náutica, los Entremiches (Piezas de entremiche) de barcos, son las piezas de madera que se encuentran en los vanos formados por el durmiente (abajo), dos baos adyacentes (uno a cada lado) y el trancanil (arriba); y sirven para cerrar esos vanos. (fr. Entremise; ing. Chock, it. Incimento).

## Etimología
Algunos constructores no le llaman sino Pieza de entremiche.

## Descripción
Los etremiches tienen un peralte (altura) igual a la separación que hay entre el durmiente y el trancanil, una longitud igual a la separación que hay entre baos adyacentes más una cola de milano tallada en cada extremo para ensamblarlos desde arriba hacia abajo a los baos que tienen la muesca respectiva tallada. Luego, los entremiches se empernan al costado.
Los entremiches se oponen a que los baos se separen de las cuadernas. Aunque el trancanil solo se apoye en los baos sin ensamblarse a ellos, no por eso dejan estos de terminar en cola de pato para las entremiches.
Las entremiches pueden o no llenar en sentido vertical la distancia que separa la cara alta del durmiente y la baja del trancanil. En el primer caso las colas de pato de los baos reciben un peralto total, suma del espesor de las entremiches y alturas de los ensambles con el trancanil y el durmiente.
También se llama entremiche al hueco entre el trancanil y el durmiente.